# Дом (телесериал)
«Дом» — российский комедийный мини-телесериал (10 серий) 1995 года, производства киностудии им. Горького  и компании «НТВ-Профит».
Телевизионная премьера состоялась 4 декабря 1995 года на канале НТВ.

## Сюжет
Фильм рассказывает о перипетиях жизни «потомков» персонажей классической русской литературы: Порфирия Петровича, Раскольникова, Фамусова, Сони Мармеладовой, Лопахина и др. в современные 90-е.
В картине правнук Раскольникова является рэкетиром, Фамусова — представителем советской номенклатуры, Лопахина — «новым русским» и т. д.

## В ролях
- Вячеслав Кулаков — Дмитрий Раскольников
- Лариса Гузеева — Анастасия Витальевна, референт Лопахина
- Александр Демьяненко — Порфирий Петрович
- Василий Мищенко — Василий Корчагин
- Анна Дубровская — Наташа
- Игорь Кваша — Фёдор Челкаш
- Елена Котихина — Лиза
- Михаил Мамаев — Пётр Чацкий
- Николай Чиндяйкин — Асланбек Алишерович Рахметов, управдом
- Александр Мохов — Павел Власов
- Александр Потапов — Павел Павлович Корчагин
- Никита Семёнов-Прозоровский — Кочкарёв
- Лариса Полякова — Ольга Андреевна Штольц
- Борис Романов — Пётр Петрович Трофимов
- Лидия Смирнова — Пелагея Ниловна
- Анатолий Ромашин — Григорий Матвеевич Фамусов
- Андрей Ростоцкий — Николай Кулибин
- Андрей Савостьянов — Николай
- Наталья Селезнёва — Мария Алексеевна, жена Фамусова
- Елена Степанова — Зина Мармеладова
- Фёдор Сухов — Виктор Лопахин
- Людмила Татарова — Катюша Маслова
- Лариса Удовиченко — Соня Мармеладова
- Елена Финогеева — Ирина Прозорова
- Валентина Титова — Мария Сергеевна Прозорова
- Максим Глотов — следователь
- Станислав Житарев — таксист (нет в титрах)
- Клавдия Козлёнкова — соседка (нет в титрах)
- Александр Цуркан — официант (нет в титрах)

## Съёмочная группа
- Режиссёр: Леонид Квинихидзе
- Оператор: Евгений Гуслинский
- Художник: Аддис Гаджиев
- Композитор: Владимир Уфимцев
- Сценаристы: Александр Адабашьян, Сергей Волынец, Матвей Сапрыкин

## Критика
- Тугина Ю. Это очень странный дом // ЭиС, 30 ноября — 7 дек 1995
- Гавриков И. Дом на набережной // «Кино-глаз» № 1, 1996
- Матизен В. Немыльная Россия // Искусство кино № 12, 1996